# أسطورة الأقوى، كوروساوا! (مانغا)
أسطورة الأقوى, كوروساوا! أو (باللغة اليابانية: 最強伝説 黒沢) (بنظام هيبورن للكتابة:Saikyō Densetsu Kurosawa ) (النطق باللغة العربية: سايكيو دينسيتسو كوروساوا) هي سلسلة مانغا يابانية كتبها ورسمها فوكوموتو نوبويوكي. تم نشر المانغا هذه في مجلة شوغاكوان سينين مانغا بيغ كوميك اوريجينال من عام 2002 الى عام 2006. مانغا أسطورة الأقوى, كوروساوا! متوفرة أيضا بالترجمة العربية. تبعتها تكملة أسمها شين كوروساوا: سايكسو دينسيتسو والتي نشرت من قبل نفس المجلة من عام 2013 الى عام 2020.

## الحبكة
تصور القصة حزن ومصاعب الشخصية الرئيسسة كوروساوا، عامل بناء يبلغ من العمر 44 عامًا. في ديسمبر 2002 ، عندما لم يحتفل أحد بعيد ميلاده، أدرك فجأة أن حياته غير مرضية للغاية، وبدأ يشعر بالقلق. وبالتالي، فهو يرغب في أن يتم احترامه ويرغب بأن يغتنم الفرصة لتغيير حياته. بعد سلسلة من التقلبات والانعطافات، فاز كوروساوا بثقة زملائه الأصغر سناً، لكن المشاكل الجديدة تستمر في متابعته واحدة تلو الأخرى، وبشكل غير متوقع، عليه أن يمر بكل أنواع المصاعب في الحياة ليحصل على لقب "الأقوى".

## الشخصيات

### أناهيرا للإنشاءات
كوروساوا (باللغة اليابانية:黒沢)
عامل مخضرم غير متزوج من ذوي الياقات الزرقاء يعمل في أناهيرا للإنشاءات منذ 26 عاما منذ تخرجه من المدرسة الثانوية. على الرغم من أنه  عُيَّن كرئيس عمال الموقع على الورق، إلا أن الحقيقة هي أنه بينما يغادر زملاؤه الموقع بسبب الترقية أو إعادة الهيكلة، لا يمكنه الترقي، ومع ذلك، لا يمكنه الاستقالة، لذلك هو متروك بمفرده براتب شهري منخفض. نظرا لأنه ليس لديه مؤهلات خاصة وليس محبوبا (خاصة في بداية حياته المهنية) ، فإنه يعامل اغلب الأحيان ببرود تام.
يوشيياكي ساكاغوتشي (باللغة اليابانية:坂口 義明)
زميل وروساوا الأصغر سنا يعتقد أن عمره هو في العشرينات لأن, تشير كلماته وأفعاله إلى أنه كان جانحا سابقا. لديه شخصية رائعة ولا يظهر هذا الجانب منه، لكنه يتمتع بروح متمردة ولا يقبل الناس بسرعة.
يونيشي ازاي (باللغة اليابانية:浅井 純一)
زميل كوروساوا الأصغر سنا في العمل، هو غير ناضج من ناحية مظهره وشخصيته. هوايته هي ألعاب الفيديو ويحب غناء الكاريوكي لأغاني شوغو هامادا.
أريتا (باللغة اليابانية:有田)
أحد زملاء كوروساوا الأصغر سنا.
ناكانيشي (باللغة اليابانية:中西)
أحد زملاء كوروساوا الأصغر سنا. لم يظهر في المعركة الأخيرة من القصة.
شوهاي اكاماتسو (باللغة اليابانية:赤松 修平)
أحد زملاء كوروساوا الأصغر سنا. لديه عدد من المؤهلات وهو جيد جدا في إعطاء تعليمات دقيقة في العمل. بالإضافة إلى ذلك، يقوم طواعية بعمل شاق وطبيعته المتواضعة، التي لا يفخر بها، تجعله يتمتع بشعبية كبيرة.
أناهيرا الرئيس (باللغة اليابانية:穴平社長)
رئيس شركة أناهيرا للإنشاءات، مكان عمل كوروساوا. للوهلة الأولى، يبدو أنه رجل عجوز لطيف، لكنه أيضا مدير مخضرم داهية.
أداشي (باللغة اليابانية:足立)
يميل إلى متابعة الشائعات حول كوروساوا.
أونو (باللغة اليابانية:小野)
عامل مبتدئ من الريف يعمل في أناهيرا للإنشاءات . في الريف كان أونو مقاتلا وزعيم عصابة جانحة وحتى الآن في أنيهارا للإنشاءات هو رجل عنيد ذو مزاج جانح مهووس بكونه الأقوى في هذا المجال.

### مدرسة فوجيساكي المتوسطة الثانية
شيتسوكا (باليابانية: しづか)
فتاة ثانوية جانحة. بدأت هي ومجموعتها المكونة من ثلاثة شباب مثيرين للشغب بأفتعال مشاكل مع كوروساوا والهجوم عليه.
شوهاي ناكاني (باليابانية: 仲根 秀平)
طالب في المدرسة الإعدادية يبلغ طوله حوالي 190 سم. وهو متخصص في الملاكمة. بعد خسارته المعركة ضد كوروساوا، أصبح شوهاي ناكاني يحترم كوروساوا بكل صدق، ويصفه بأنه "أخاه" كأحترام له ويعشقه. شوهاي ناكاني عاش في إنجلترا لمدة ثلاث سنوات ويتحدث الإنجليزية بطلاقة. كما أنه يدير متجرا للمراهنات ويكسب منه 800,000 ين كل شهر ويستخدم هذا المال للتسكع في الحانات في هاواي.
800,000 ين بالعملات العربية المختلفة، المغرب: 64,261 درهم، موريتانيا: 226.067 أوقية، الجزائر: 844.663 دينار، تونس: 19.070 دينار، ليبيا: 29.713 دينار، جمهورية مصر العربية: 152.117 جنيه، السودان: 3.508.085 جنيه، فلسطين: 21.617 شيكل، لبنان: 9.299.365 ليرة، الجمهورية العربية السورية: 15,486,568 ليرة، الأردن: 4.344 دينار العراق: 8.953.462 دينار، الكويت: 1,873 دينار، المملكة العربية السعودية: 23.021 ريال، الإمارات العربية المتحدة: 22.490 درهم، عُمان: 2.356 ريال، اليمن: 1.531.836 ريال، قطر: 22.281 ريال والبحرين: 2.307 دينار

### شخصيات شين كوروساوا: سايكيو دينسيتسو
تاكاشي & ماكيو (باللغة اليابانية: たけし&マキオ)
زوج من الرجال المثليين الموجودين في نفس المستشفى حيث يوجد كوروساوا. يلاحظ ماكيو صحوة كوروساوا ويبلغ ميكي، الذي يوبخه بعد ذلك لدخوله غرفة شخص آخر في المستشفى.
السيد أو المعلم (باللغة اليابانية:先生 )
رجل بلا مأوى يلتقي كوروساوا خلال تجواله بلا هدف. إنه رجل ذو تفكير فلسفي ولديه نظرة إيجابية.
كاواتو (باللغة اليابانية:川藤)
صاحب متجر يلتقيه كوروساوا أثناء شراء بعض الطعام من سوبر ماركت، وملاكم ياباني سابق في المرتبة الخامسة للوزن الخفيف.
كوجيمون (باللغة اليابانية: こじえもん)
رجل مشرد مسن المظهر. بسبب وجهه المسن، لديه تعبيرات وجه سيئة المظهر وقد وصف بأنه "رجل لم يظهر أي احترام لمدة ثلاثين عام" لكرهه للبشر ورفضه الاعتذار. إنه يحب الماء، لدرجة أن لديه روتينا يوميا لشراء مياه الآبار بنفسه. شخصيته غريبة أطوار ترجع إلى قلة صبره منذ صغره وإلقاء اللوم على كل من حوله في إخفاقاته في الحياة.
نوبيو (باللغة اليابانية: のび夫)
تابع لكوجيمون. إنه يدرك ضعفه ولديه موقف ذليل جدا تجاه من هم فوقه.
تيروهيكو فوناكي (باللغة اليابانية: 舟木 輝彦)
أحد المشردين. لديه رأس أصلع، لكنه في نفس عمر كوروساوا. إنه معجب كبير بتشي غيفارا ويعتبر نفسه أحد رفاق جيفارا في وقت الثورة الكوبية.
سيتو (باللغة اليابانية: 瀬戸)
شاب هادئ لاجئ في المقهى أنترنت. يحتفظ بخنافس وحيد القرن في أنقاض مجمع سكني، لكنه لا يعرف كيف يبيعها، لذلك طلب من كوروساوا نصيحة لبيعها. بعد بيعه لجميع الخنافس في كابوكيتشو، أقسم المال مع كوروساوا وأصدقائه وغادر بعد ذالك.
ميساكي (باللغة اليابانية: 美咲)
فتاة جامعية تعمل في نادي مضيفة (نوع من أنواع النوادي الليلية الموجودة في المقام الأول في اليابان). لديها شعر بني قصير.
ناناكو (باللغة اليابانية: 奈々子)
فتاة جامعية تعمل في نادي مضيفة (نوع من أنواع النوادي الليلية الموجودة في المقام الأول في اليابان) . لديها شعر أسود طويل. إنها تشبه تماما الفتاة التي كان كوجيمون معجبا بها عندما عمل في أحد مطعم.
شونين (باللغة اليابانية:正念)
كاهن . يذهب إلى أوكوتاما لممارسة طقوسه، لكنه ذات مرة أنهار في طريقه على اثر ضربة الشمس وأنقذه كوروساوا.
شوزو شيبا (باللغة اليابانية: 千葉 周造)
والد ميساكي، عمره 49 سنة.
كوينوسوكي أمان (باللغة اليابانية: 愛満 恋之助)
مدرب في مدرسة أيكي. يبلغ من العمر 27 عاما ويحظى بشعبية كبيرة بين الفتيات بسبب مظهره. إنه شخص متفاخر ونرجسي.
كانباياشي (باللغة اليابانية: 神林)
مستشار مدرسة أيكي.
هيميكو أمان (باللغة اليابانية: 愛満 姫子)
جدة كوينوسوكي ومؤسسة مدرسة أيكي في أيكيدو. على الرغم من أنها تحب حفيدها كوينوسوكي كثيرا، إلا أنها تفهم حقيقة أنه ليس لديه موهبة في فنون الدفاع عن النفس.

## النشر
أسطورة الأقوى كوروساوا! كتبها ورسمها نوبويوكي فوكوموتو . تم نشرها في شوغاكوكان بيغ كوميك اوريجينال من عام 2002 إلى عام 2006 وتم جمع فصولها في أحد عشر مجلدات من قبل تانوبون ، تم إصدارها في الفترة من 30 يونيو 2003 إلى 30 نوفمبر 2006.
تم نشر تتمة للمانغا بعنوان (شين كوروساوا: سايكيو دينسيتسو) (العنوان باللغة اليابانية: 新黒沢 最強伝説)، (معنى الأسم هذا باللغة العربية هو: الأسطورة الجديدة للرجل الأقوى, كوروساوا) أُطلق المانغا هذه في بيغ كوميك اوريجينال تحديدا بتاريخ 20 مايو 2013 ، للأحتفال بالذكرى الأربعين للمجلة. انتهى تتمة المانغا في تاريخ 5 مارس 2020. جمعت شوجاكوكان فصولها في واحد وعشرين مجلد م قبل تانكوبون، تم إصدارها في الفترة من 29 نوفمبر 2013 إلى 30 نوفمبر 2020. 
ركز العرض على الشخصية الثانوية لسلسلة المانغا الرئيسي ناكاني، سايكيو دينسيتسو ناكاني (最強伝説 仲根، "ناكاني أصعب أسطورة ")، كتبها كينجي يوكوي ورسمها موتومو اوهارا وكاويا اراي (المسؤولان أيضًا عن العمل الفني 1-نيتشي غايشوتسوروكو هانتشو ) ، الذي نشر على موقع (Shogakukan Yawaraka Spirits) من 6 ديسمبر عام 2017 ،  إلى 20 فبراير عام 2020. تم إصدار مجلدين في 30 مايو 2018  و 28 فبراير 2020.
في يونيو 2020 ، أعلنت مانغا بلانيت أو (باللغة الأنجليزية: Manga Planet) عن النشر الرقمي للمانغا باللغة الإنجليزية. كان من المقرر أن تبدأ في 22 يونيو 2020 ، ولكن تم تأجيلها إلى 16 نوفمبر 2020.

## الأراء
أسطورة الأقوى كوروساوا! كان أحد الأعمال التي أوصت بها لجنة التحكيم في مهرجان اليابان للفنون الإعلامية السابع في عام 2003.

## للقراءة المتعمقة
- Horie, Takafumi (25 Aug 2014). これは、オレのもう１つの人生だ！ 『新黒沢 最強伝説』オレが人に見せない悩みがここに書いてある！！. Manga Honz (باليابانية). Honz. Archived from the original on 2015-07-28.
- Torai, Eisu (4 Aug 2015). 『カイジ』『天』『アカギ』『黒沢』『銀と金』……どれから読めば良い？ 福本伸行作品ガイド. Manga Honz (باليابانية). Honz. Archived from the original on 2015-08-08.
- Arai, Kentaro (19 Sep 2017). 今の若手がオジさんになったらこうなる『最強伝説 黒沢』にみる日本のオジさん像. Manga Honz (باليابانية). Honz. Archived from the original on 2017-09-22.
- Manga Trigger Editorial Department (20 Sep 2017). 童貞が女の子の気持ちを察するくらい、押し付けがましくない親切は難しい。『最強伝説 黒沢』で学ぶ仲間を引き込む親切心. Manga Honz (باليابانية). Honz. Archived from the original on 2017-09-22.
- Kobayashi, Takuma (21 Sep 2017). 強くなるために握りしめたのはう◯こ？福本作品の最高傑作との呼び声高い『最強伝説 黒沢』. Manga Honz (باليابانية). Honz. Archived from the original on 2017-09-24.
- Manga Trigger Editorial Department (22 Sep 2017). 仕事をやめたい？それならまず『最強伝説 黒沢』を読んでから。. Manga Honz (باليابانية). Honz. Archived from the original on 2017-09-24.
- Oroku, Takuya (23 Sep 2017). 人望ゼロ、ほぼ素人童貞の独身中年男が負け続けた先に勝ち取ったもの『最強伝説 黒沢』. Manga Honz (باليابانية). Honz. Archived from the original on 2017-09-27.
- Narasaki, Koroske (10 Dec 2015). 12月10日は福本伸行＆黒沢（『最強伝説 黒沢』より）の誕生日 『最強伝説 黒沢』を読もう！ 【きょうのマンガ】. Kono Manga ga Sugoi! (باليابانية). Takarajimasha. Archived from the original on 2023-01-03.
- Iguchi, Keiko (30 Sep 2016). 『新黒沢 最強伝説』 第8巻 福本伸行 【日刊マンガガイド】. Kono Manga ga Sugoi! (باليابانية). Takarajimasha. Archived from the original on 2023-02-20.
- Iguchi, Keiko (27 Jun 2017). 『新黒沢 最強伝説』 第10巻 福本伸行 【日刊マンガガイド】. Kono Manga ga Sugoi! (باليابانية). Takarajimasha. Archived from the original on 2023-01-03.
- Narasaki, Koroske (10 Dec 2015). 12月10日は福本伸行＆黒沢（『最強伝説 黒沢』より）の誕生日 『最強伝説 黒沢』を読もう！ 【きょうのマンガ】. Kono Manga ga Sugoi! (باليابانية). Takarajimasha. Archived from the original on 2023-01-03.
- Takanashi, Aya (12 Feb 2020). 『新黒沢 最強伝説』主人公・黒沢の“モテポイント”とは？ 女性ライターが魅力を解説. Real Sound [اليابانية]  (باليابانية). Blueprint Co., Ltd. Archived from the original on 2020-06-04. {{استشهاد ويب}}: line feed character في |موقع= في مكان 166 (help)

## روابط خارجية
- (باليابانية)
- أسطورة الأقوى، كوروساوا! (مانغا) (مانغا) في شبكة أخبار الأنمي